# Голубой лабидохромис
Голубой лабидохромис (лат. Labidochromis lividus) — один из видов рыб семейства цихловых. Эта рыба обитает в озёре Малави.

## Этимология
Название вида происходит от латинского слова 'lividus' (синеватый, синевато-серый, иссиня-чёрный) и указывает на синевато-чёрную окраску тела и плавников этих рыб.

## Среда обитания
Представители этого вида цихлид встречаются в центральной части озера Малави в водах у крупных островов Чисумулу и Ликома.
Питается перифитоном.